# ريو فيستا (كاليفورنيا)
ريو فيستا (بالإنجليزية: Rio Vista )‏ هي إحدى مدن مقاطعة سولانو، كاليفورنيا. تم إعطاءها لقب مدينة في 6 يناير، 1894.